# Youssouf Aptidon Darar
Youssouf Aptidon Darar, né en 1921 à Djibouti et mort le 14 mars 2013 à Djibouti, est un militaire et homme politique djiboutien.

## Biographie
Fils de pêcheur, il se lance très jeune dans le commerce de détail. Il fuit son pays au début de la guerre et rejoint l’Éthiopie pour s’engager en août 1941 au sein des Forces françaises libres et participe à la libération de Djibouti fin 1942. Le bataillon somali est alors recréé à partir des éléments des FFL, aux ordres du chef de bataillon Bentzmann. Il y est nommé caporal le 1er avril 1943, puis sergent en février 1944. Il touche le sol métropolitain à Antibes, puis après quelques semaines d'attente, il est engagé dans les combats de la pointe de Grave, en Gironde à partir du 26 mars 1945 où il se couvre de gloire avant de passer en force le Gua et de participer à la libération de Soulac-sur-Mer. 
Il est décrit selon ses états militaires comme un « Sous-officier courageux et discipliné, s’est particulièrement distingué à la tête de son groupe de combat lors de la réduction de la Pointe des Graves, faisant preuve d’une bravoure exemplaire au cours de l’offensive finale des 14 et 20 avril 1945 ».
Démobilisé en 1946, il devient député de l’assemblée territoriale et ministre des affaires intérieures de la Côte française des Somalis en mai 1959.
Il a été membre du conseil d’administration de l’ONAC, fut ministre de l’intérieur de la Côte française des Somalis à partir d’avril 1959, mais démissionne pour manifester son opposition aux mesures portant sur les contrôles et limitations des flux migratoires. 
Il est fait chevalier de la Légion d’honneur par le président de la République française Jacques Chirac qui le décore personnellement le 25 août 2004.
Youssouf Aptidon Darar est cité à plusieurs reprises dans la thèse de Laurent Jolly « Le tirailleur « somali » : le métier des armes instrumentalisé » soutenue en 2013.

## Décorations
- Chevalier de la Légion d'honneur
- Croix de guerre 1939–1945